# Бизяр (Чернушинский район)
Бизяр — деревня в Чернушинском районе Пермского края. Входит в состав Труновского сельского поселения.
Находится примерно в 20 км к юго-востоку от центра города Чернушки.

## Население
В 2005 году численность населения составляла 49 человек.
По результатам переписи 2010 года численность населения составила 34 человека, в том числе 16 мужчин и 18 женщин.